# André Granet
André Granet (París, 6 de mayo de 1881 - ibídem, 27 de octubre de 1974) fue un arquitecto francés, relacionado con el mundo de la industria aeronáutica.

## Semblanza
Granet ingresó en la Escuela de Bellas Artes de París en 1901, graduándose en 1907. Durante la primera parte de su carrera trabajó junto a su padre, el también arquitecto Louis Granet. Intervino en el proyecto de numerosos edificios públicos y palacios nacionales en Francia, con un estilo enmarcado en el movimiento art déco.
En 1922 se casó con Geneviève Salles, nieta de Gustave Eiffel (1832-1923), encargándose de las sucesivas renovaciones del aspecto y de la iluminación de la Torre Eiffel, especialmente para la Exposición Internacional de París de 1937.
Apasionado de la aviación, un campo recién nacido a comienzos del siglo XX, fue el cofundador con Robert Esnault-Pelterie (1881-1957) de la Asociación de Industriales de la Locomoción Aérea (origen de la actual Agrupación de las Industrias Francesas Aeronáuticas y Espaciales; o GIFAS). Ambos organizarán la 1ª Exposición de la Locomoción Aérea en el Gran Palacio de París en 1909, que con el paso del tiempo se convertiría en el actual Salón internacional de la Aeronáutica y del Espacio, del que fue comisario numerosos años, participando en la presentación de las aeronaves. Cuando el salón se trasladó al aeropuerto de Le Bourget en 1953, fue el arquitecto encargado del diseño del nuevo edificio construido para acoger el salón.
Así mismo, desde 1909 fue el responsable durante muchos años del diseño interior del Gran Palacio como sede del Salón del Automóvil de París, al que contribuyó con una variada sucesión de mejoras en la iluminación y la señalización de las salas del evento de acuerdo con los más relevantes avances tecnológicos del momento.

## Realizaciones
- Sala Pleyel
- Atrium Casino
- Hotel Splendid
- "La Villa Florentine" construida en 1905 para M. Trussy en Maissons-Laffitte.

## Galería de imágenes
|  |  |  |  |